# Хазарски университет
Хазарският университет (Azerb: Xəzər Universitəsi, English: Khazar University, превеждано и като Каспийски университет), наричан и само Хазар, е частен университет в Баку, Азербайджан.
Основан през 1991 г. от проф. Хамлет Исаханли, университетът е сред първите частни университети в Източна Европа, Кавказ и Централна Азия, както и първият в Азербайджан, въвеждащ западния стил на образование и изследване. Проф. Исаханли оформя Хазар в интерес на реформата на предишната система на висше образование при съветската власт. (За повече информация за образователната система в Азербайджан:
1. .
2. .)

## Академична информация
В Азербайджан Хазарският университет е признат за проводник на иновационно образование по западен стил на всички нива: бакалавърско, магистърско и докторско. Поддържа също лабораторното училище „Дуня“ с програми за нива от детската градина до средното училище. Университетът разполага с около 200 учени – както местни преподаватели и изследователи, така и чуждестранни учени от Европа и САЩ. Учебните планове на специалностите отговарят на стандартите на водещите университети в индустриално развитите страни. Основният език на преподаване в Хазар е английският. Тези фактори целят повишаване на академичните и професионалните възможности за студентите, обучавайки ги да работят в глобализираща се международна среда.

### Училища
Структурата на Хазарския университет включва 6 училища, в които провежда своето обучение и изследвания. Те предлагат бакалавърски, магистърски и докторски програми в следните научни области:
- Училище по инженерство и приложни науки: Компютърни науки, Компютърно инженерство, Петролно инженерство, Екологично инженерство, Математика, Мениджмънт, Архитектура и гражданско строителство;
- Училище по икономика и мениджмънт: Бизнес администрация, икономика, маркетинг, финанси, Счетоводство, Мениджмънт и международен бизнес, Управление на енергетиката;
- Училище по хуманитарни и обществени науки: Английски език/литература, Източни езици (арабски, персийски, японски), Западни езици (английски, френски, италиански, немски, испански, руски), Азербайджански език/литература, Филология, Журналистика, Лингвистика, Политология, Международни отношения, Конфликти и регионознание (Кавказ и Централна Азия, Европейски съюз, Централен Изток, САЩ, Източна Азия);
- Училище по право: Право и международно право;
- Педагогическо училище: Начално образование, Математика и компютърни науки, Педагогическа администрация, История и философия на педагогиката;
- Училище по медицина: Биомедицина, Медицина, Дентална медицина и Обществено здраве.

### Училище „Дуня“
Училището „Дуня“ Dunya School ключва подготвително училище (за деца на възраст 3 – 5 г.), начално училище, прогимназиално и гимназиално училище. Подчинено е на Педагогическото училище. Според външни оценки то е сред най-добрите в Азербайджан. Основен език на преподаване в училището е азербайджанският, а вторият е английски.

### Други научни звена
Хазар има широк кръг от изследователски и обучителни центрове като: Център за икономически и бизнес проучвания и образование, Център за икономическа политика и развитие, Речников и енциклопедичен център, Институт за образователна политика, Асамблея на науките и изкуствата, Център за психологически консултации и психотерапия и др.
Библиотечният информационен център поддържа и развива библиотечни фондове и услуги за настоящи и бъдещи обучителни и изследователски нужди на Университета.

## Помощни занимания
Докато се обучават в Хазар, студентите могат да се включат в музикални, танцови, театрални групи и други дейности, които удовлетворяват техните ориентации, или да изберат килимарство, бижутерство и други приложни изкуства като избираеми в класовете по култура.
Спортните занимания играят важна роля в живота на Университета. Има занимания по редица състезателни спортове като: футбол, волейбол, баскетбол, шах и бойни изкуства – карате, джудо и кунг фу.

## Студенти
Към 2010 г. се обучават около 2000 студенти, приети в 6-те училища на Хазарския университет. 80% от тях се обучават в бакалавърска степен, 20% – в магистърска, като в някои училища са по равно. Чуждестранните студенти представляват повече от 15% от всички записани. Има граждани на Турция, Иран, Египет, Индия, Пакистан, Нигерия, Грузия, Ирак, Литва, България, Либия, САЩ, Великобритания, Дания, Норвегия, Южна Корея, Канада, Русия, републики в Централна Азия и на други държави, които учат в училищата на университета.

## Международни отношения
Хазарският университет е сред най-напредналите университети в Азербайджан и региона, що се отнася до международните контакти и програми. Университетът е установил сътрудничество с над 70 висши училища и изследователски института в над 25 страни.
Центърът за чуждестранни студенти координира приемането на чужденци за студенти и подпомага обучението и обслужването им в университета.